# Топшам (Мејн)
Топшам (енгл. Topsham) насељено је место без административног статуса у америчкој савезној држави Мејн.

## Демографија
По попису из 2010. године број становника је 5.931, што је 340 (-5,4%) становника мање него 2000. године.
| Група             | 2000.         | 2010.         |
| Белци             | 5.861 (93,5%) | 5.634 (95,0%) |
| Афроамериканци    | 113 (1,8%)    | 36 (0,6%)     |
| Азијати           | 93 (1,5%)     | 76 (1,3%)     |
| Хиспаноамериканци | 99 (1,6%)     | 91 (1,5%)     |
| Укупно            | 6.271         | 5.931         |